# نینهیدرین
نینهیدرین (به انگلیسی: Ninhydrin) با فرمول شیمیایی C9H6O4 یک ترکیب شیمیایی با شناسه پاب‌کم ۱۰۲۳۶ است. شکل ظاهری این ترکیب، جامد سفید است و در کروماتوگرافی اسیدهای آمینه استفاده می‌شود.